# Kuststation

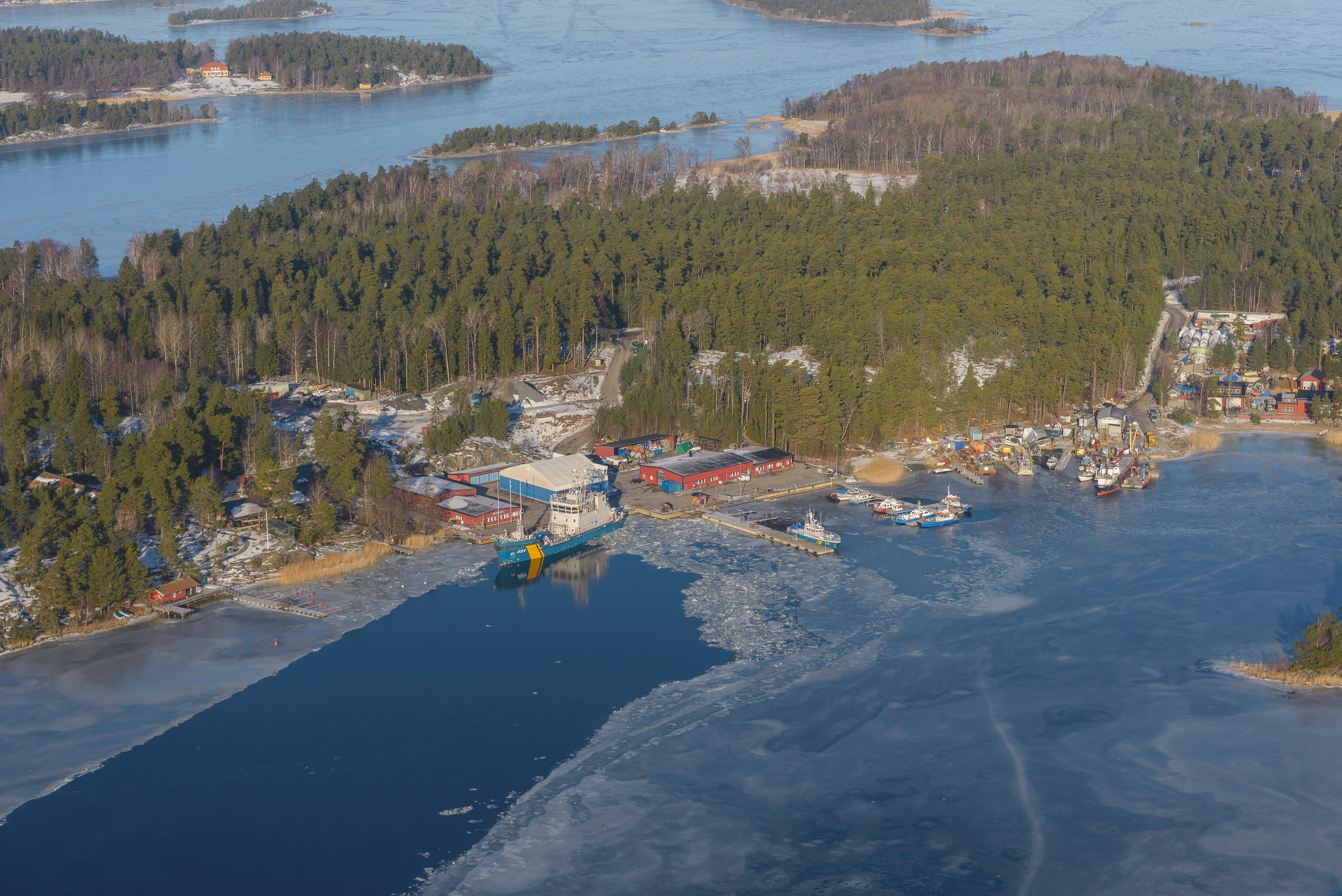
Kuststation Djurö, som numera ingår i Djurö Räddningscenter. Kombinationsfartyget KBV 031 ligger längst till vänster i hamnen och övervakningsfartyget KBV 306 finns mitt i bilden. Fotot är taget 2013.

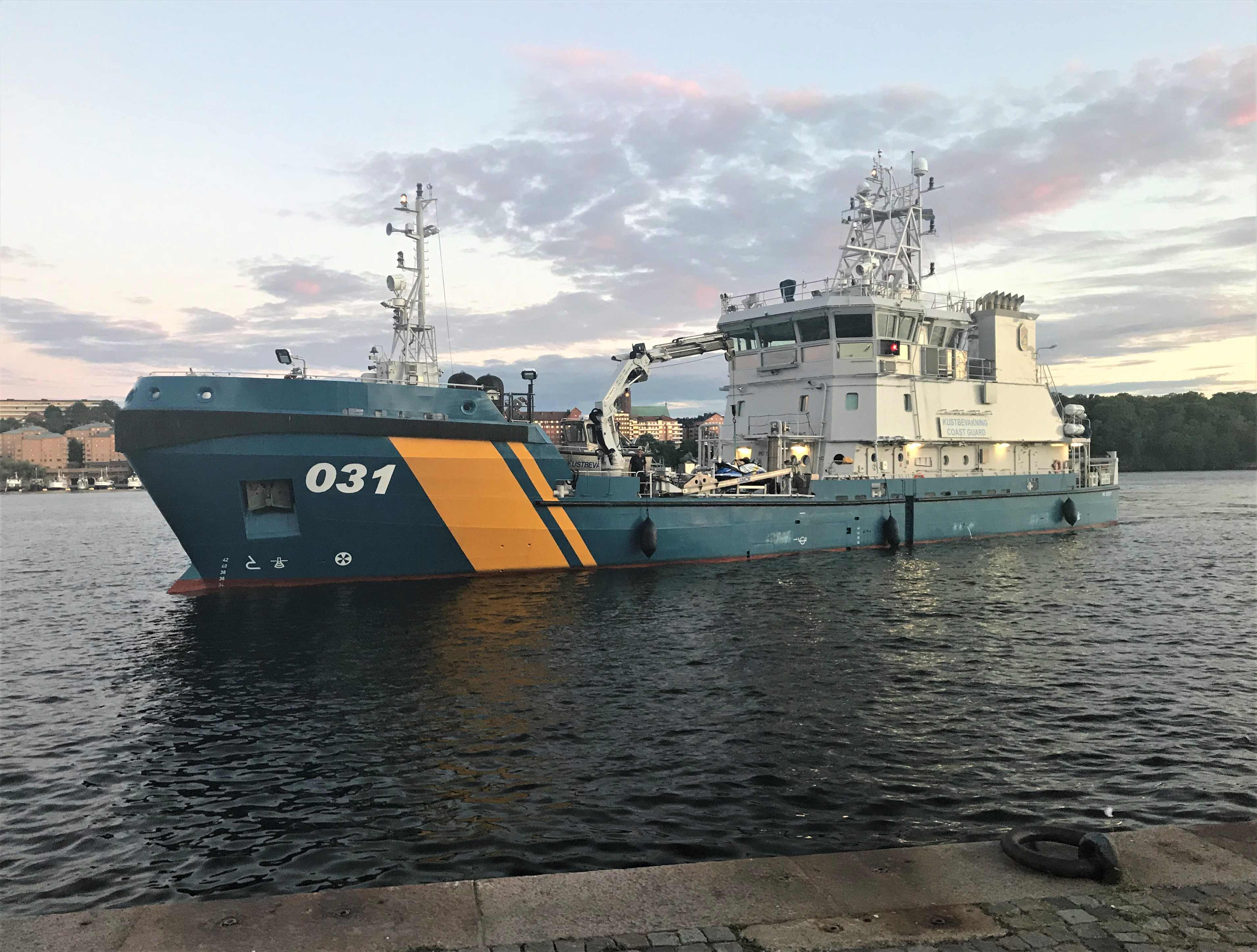
Kombinationsfartyget KBV 031 i Stockholm

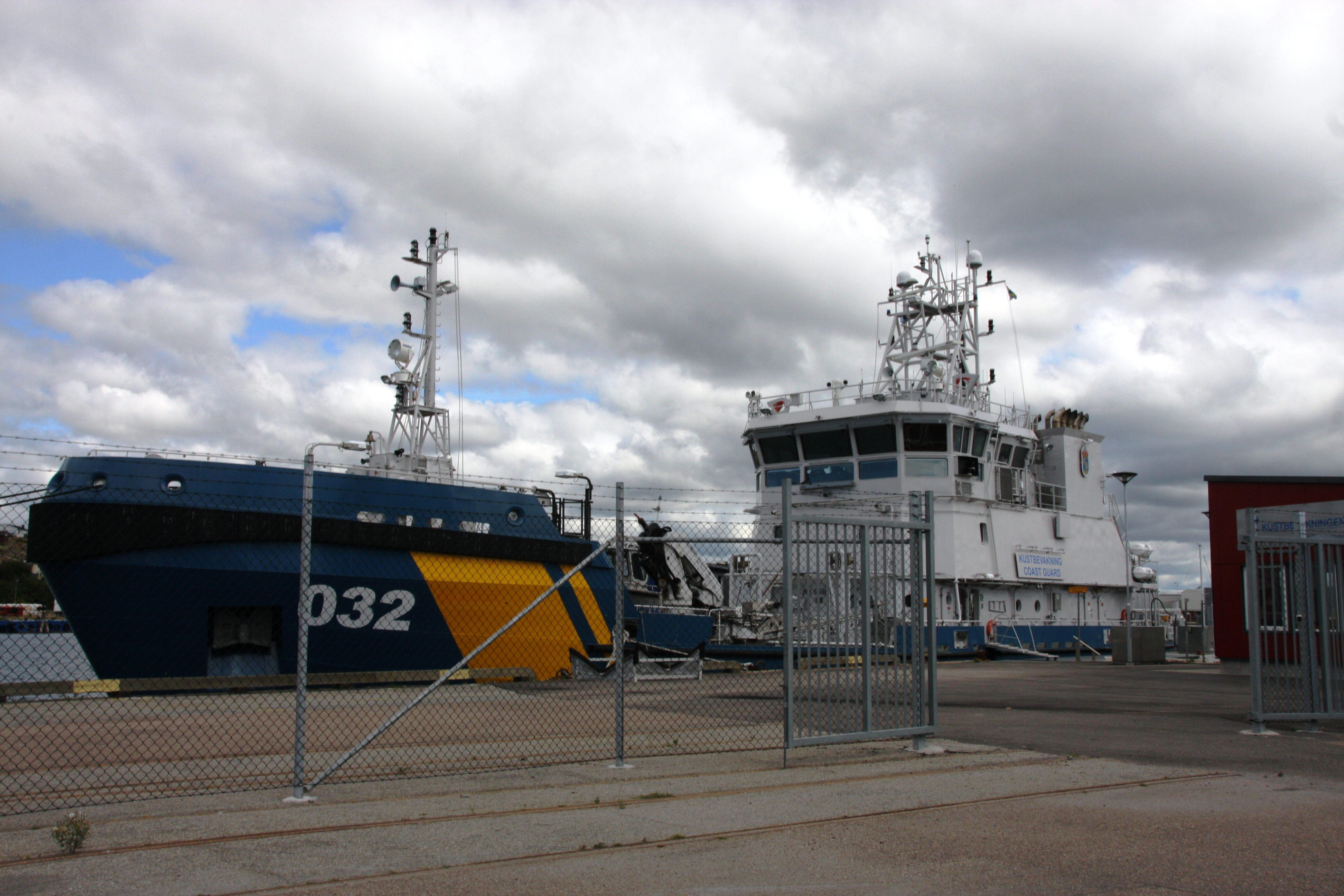
KBV 032 i Kuststation Lysekil

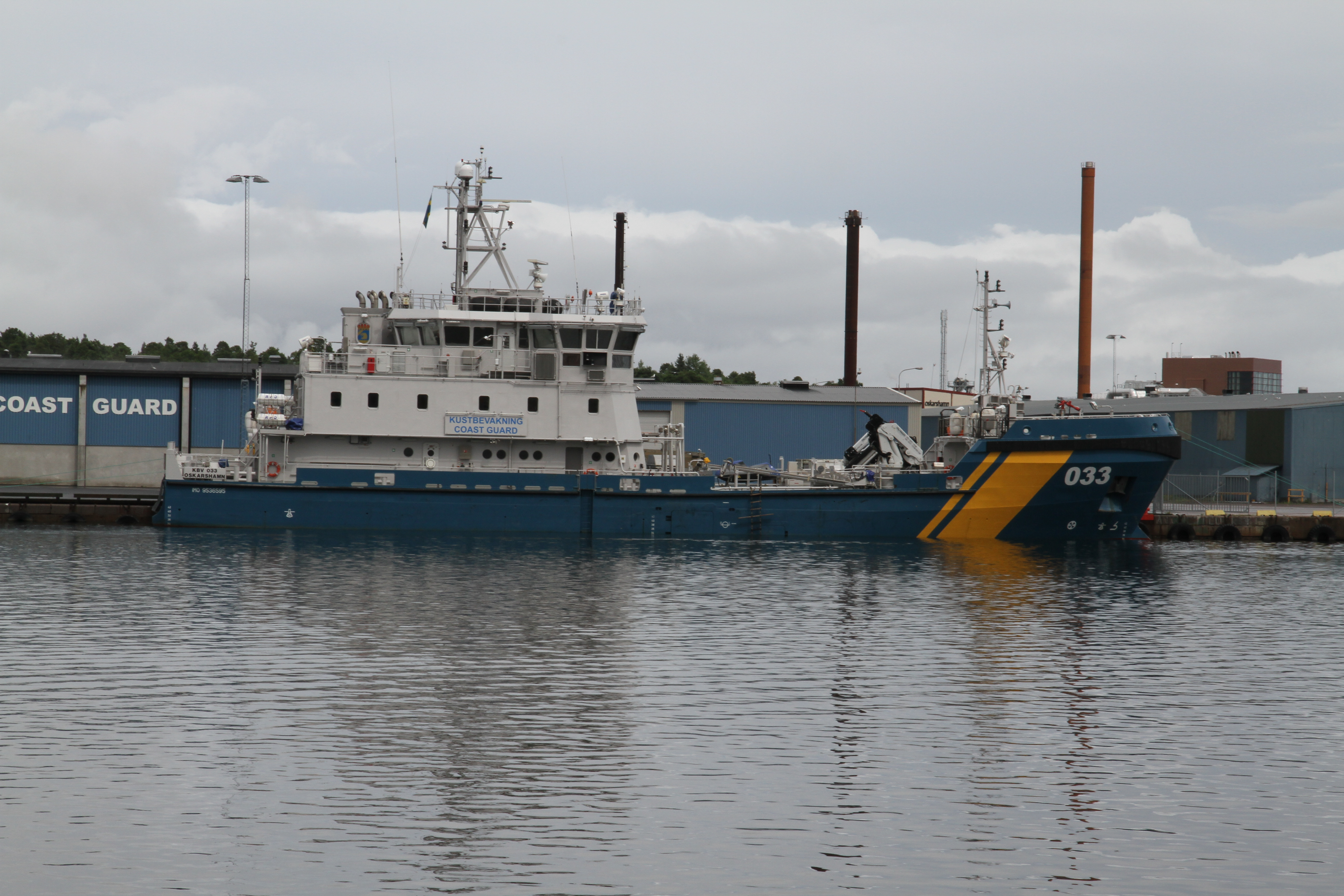
KBV 033 i Kuststation Oskarshamn

Kuststation är namnet på den svenska Kustbevakningens lokala baser. Det finns (2023) 20 kuststationer, samt också en kustflygstation, som ligger på Skavsta flygplats.

## Kuststationer 2022

### Kustbevakningsdistrikt Väst, med ledningscentral iKäringbergeti Göteborg
- Kuststation Strömstad i Strömstad
- Kuststation Lysekil i Lysekil
- Kuststation Vänersborg i Vänersborg
- Kuststation Göteborg i Göteborg
- Kuststation Falkenberg i Falkenberg
- Kuststation Malmö i Malmö
- Kuststation Karlskrona i Karlskrona
- Kuststation Oskarshamn i Oskarshamn
- Kuststation Västervik i Västervik

### Kustvakningsdistrikt Ost, med ledningscentral iNacka strandi Stockholm
- Kuststation Slite i Slite
- Kuststation Oxelösund i Oxelösund
- Kuststation Södertälje i Södertälje
- Kuststation Djurö på Djurö i Värmdö kommun
- Kuststation Vaxholm i Vaxholm
- Kuststation Gävle i Gävle
- Kuststation Hudiksvall i Hudiksvall
- Kuststation Härnösand i Härnösand
- Kuststation Örnsköldsvik i Örnsköldsvik
- Kuststation Umeå i Umeå
- Kuststation Luleå i Luleå

### Nedlagda och nyetablerade kuststationer 2011–2021
År 2011 fanns 25 kuststationer. Följande har lagts ned 2011–2021
- Kuststation Kungshamn
- Kuststation Skärhamn
- Kuststation Helsingborg
- Kuststation Höllviken
- Kuststation Simrishamn
- Kuststation Kalmar
- Kuststation Gryt
- Kuststation Furusund

Följande kuststationer har tillkommit 2011–2021
- Kuststation Lysekil (jämför nedlagda kuststationer i Kungshamn och Skärhamn)
- Kuststation Malmö (jämför nedlagda kuststationer i Helsingborg, Höllviken och Simrishamn)
- Kuststation Oskarshamn (jämför nedlagda kuststationer i Kalmar och Gryt)